# هيردين هيرمان
هيردين هيرمان (بالإنجليزية: Heerden Herman) (مواليد 20 ديسمبر 1990) هو سبّاح جنوب أفريقي، مثّل بلاده في الألعاب الأولمبية الصيفية 2012.

## روابط خارجية
هيردين هيرمان على موقع الاتحاد الدولي للسباحة (الإنجليزية)
- هيردين هيرمان على موقع أوليمبيديا (الإنجليزية)
- هيردين هيرمان على موقع اتحاد ألعاب الكومنولث (مؤرشف) (الإنجليزية)